# Пасханский парапристипомоид
Пасханский парапристипомоид (лат. Parapristipomoides squamimaxillaris) — вид лучепёрых рыб из семейства луциановых, единственный в роде парапристипомоидов (Parapristipomoides). Распространены в Тихом океане. Морские бентопелагические рыбы. Максимальная длина тела 51,3 см.

## Описание
Тело удлинённое, несколько сжато с боков. Высота тела составляет 28—33 % стандартной длины тела. Голова относительно небольшая. Межглазничное пространство немного выпуклое. Рыло заострённое. На переднем конце верхней губы нет мясистого выступа. Ноздри на каждой стороне рыла расположены близко друг к другу. Нижняя челюсть немного выдаётся вперёд при закрытом рте. Окончание верхней челюсти доходит до вертикали, проходящей через начало орбиты глаза. На верхней челюсти есть чешуя, но нет продольных гребней. Зубы на обеих челюстях слабо развиты, нет клыкообразных зубов. В наружных рядах мелкие зубы конической формы, во внутренних рядах — ворсинчатые. Есть зубы на нёбе. На сошнике зубы расположены в виде пятна овальной формы. Язык без зубов. На первой жаберной дуге 32—35 жаберных тычинок, из них 10—12 тычинок на верхней части и 22—24 тычинок на нижней части. Спинной плавник сплошной, лишь с небольшой выемкой между колючей и мягкой частями. Колючая часть заметно ниже мягкой части. В спинном плавнике 10 колючих и 10 мягких лучей. В анальном плавнике 3 колючих и 8 мягких лучей. Последний мягкий луч в спинном и анальном плавниках не удлинённый и не превышает по длине предпоследний луч. На мембранах спинного и анального плавников нет чешуи. Грудные плавники с 16 мягкими лучами, длинные, их длина примерно равна длине головы; их окончания доходят до анального отверстия. Хвостовой плавник выемчатый. В боковой линии 53—58 чешуй. Ряды чешуй вдоль спины идут параллельно боковой линии.
Тело и голова окрашены в серебристо-розовый цвет; верхняя часть тела и спина немного темнее. Колючая часть спинного плавника с неяркими крапинками светло-жёлтого цвета. Верхняя лопасть хвостового плавника ярко-жёлтая, а нижняя — розовая. Грудные плавники с розовыми краями, верхние лучи с желтоватым оттенком. Остальные плавники беловатые.
Максимальная длина тела 51,3 см.

## Ареал и места обитания
Распространены в юго-западной части Тихого океана в нескольких разобщённых районах: острова Пасхи, Рапа-Ити, Честерфильд, Новая Каледония, у берегов Тонга. Морские бентопелагические рыбы. Обитают в рифовых областях на глубине от 130 до 460 м.